# Ancienne église de Keuruu
L'Ancienne église de Keuruu (en finnois : Keuruun vanha kirkko) est une église située dans  la commune de  Keuruu en Finlande.

## Architecture
Le retable d'origine peint par Johan Backman dans les années 1750 ou 1760  et intitulé  Jésus lave les pieds de ses disciples' est maintenant conservé dans les collections du Musée national de Finlande.
Une copie est dans l'ancienne église de Keuruu.
La décoration des voûtes est peinte par Johan Tilén dans les années 1780.
La Statue de pauvre homme d'origine a été volée et Eino Räsänen a sculpté la nouvelle en 1955.
L'église a été immortalisée, entre autres, par le tableau de Akseli Gallen-Kallela, Jeune fille dans l'ancienne église de Keuruu (fi), aujourd'hui conservé au 
musée Serlachius Gösta de Mänttä-Vilppula.

## Galerie

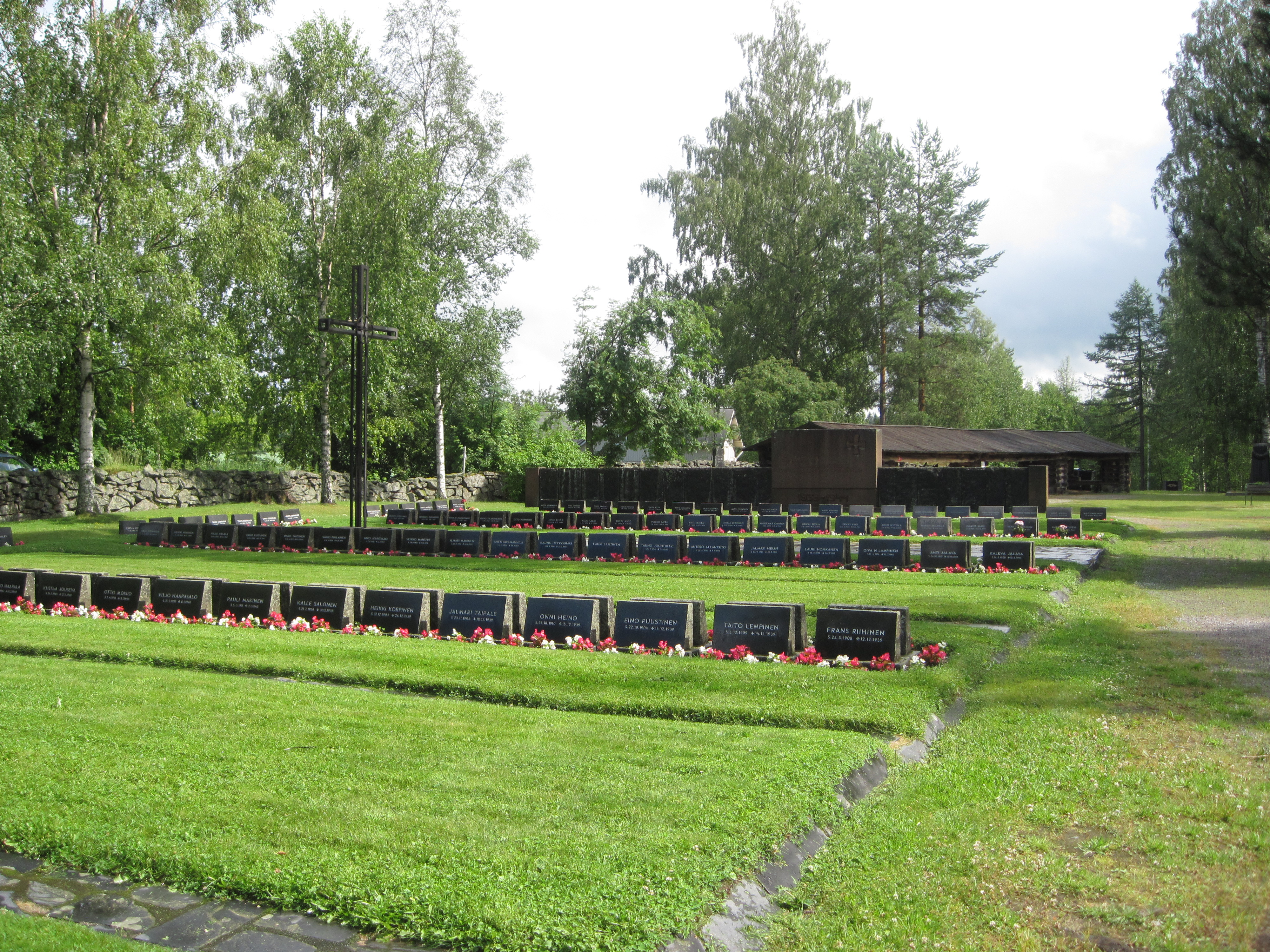
Tombes des soldats tombés à la guerre.
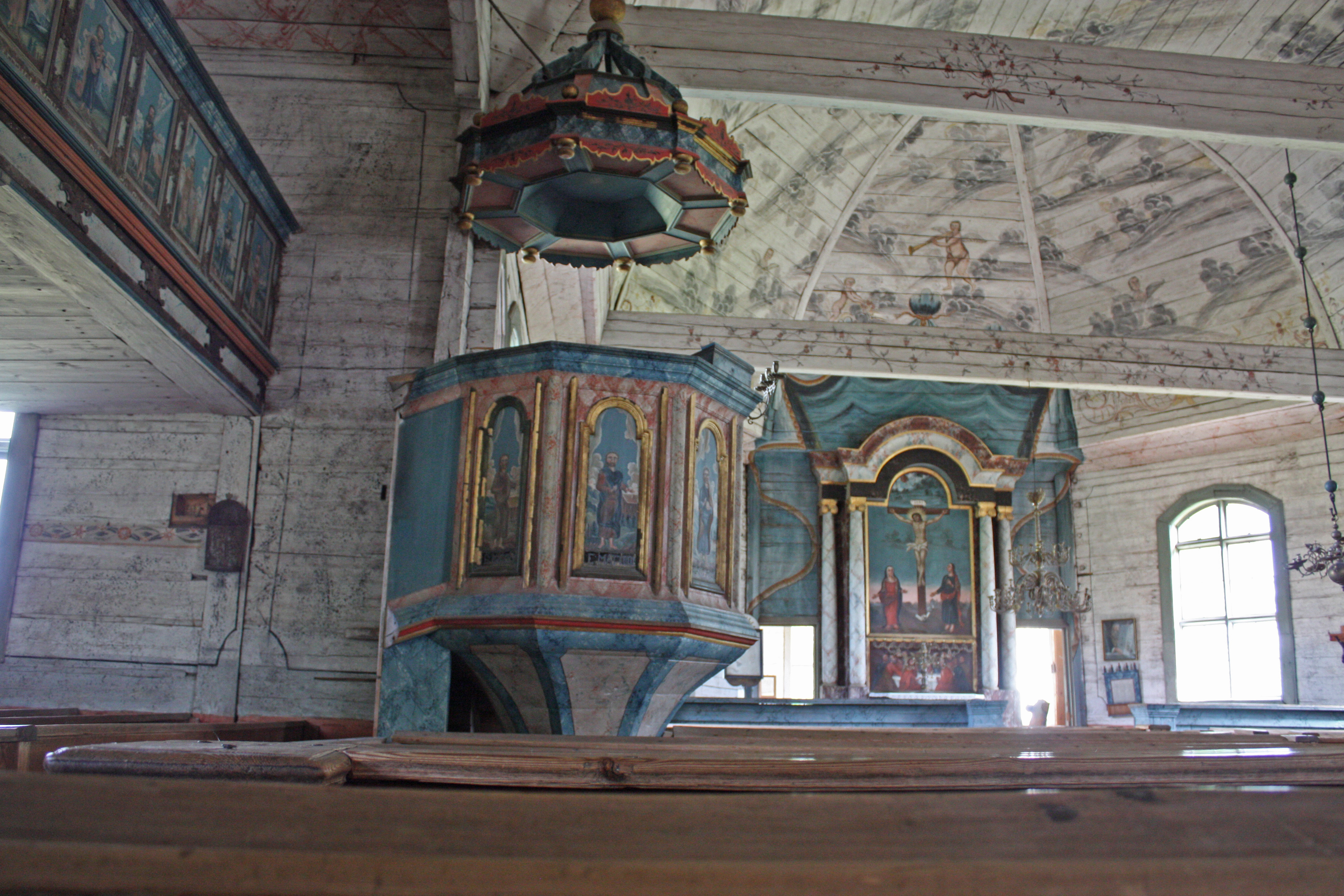
Chaire de Matti Åkergren et retable de Johan Tilén 1782-1785)
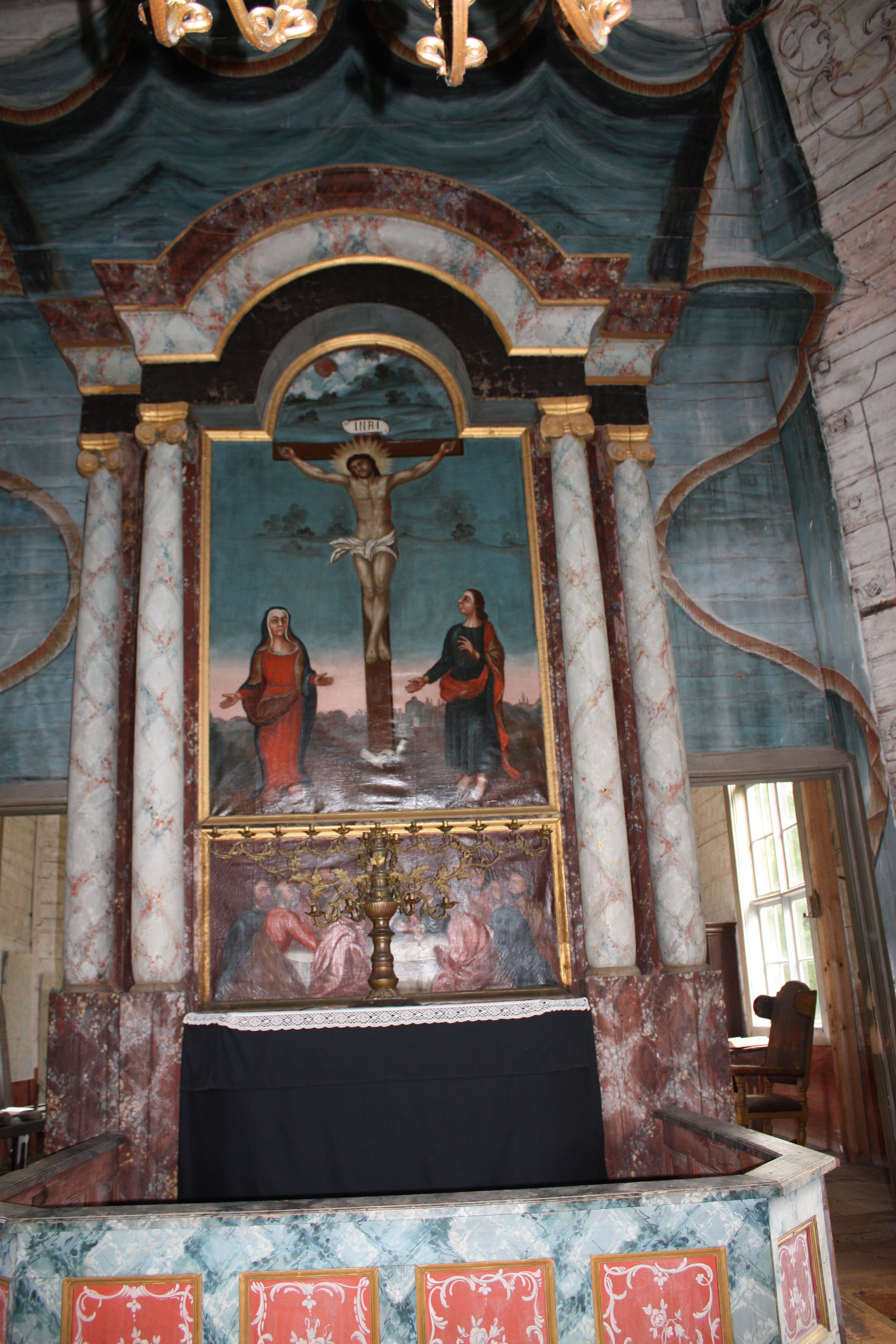
Retable de Johan Tilén 1782
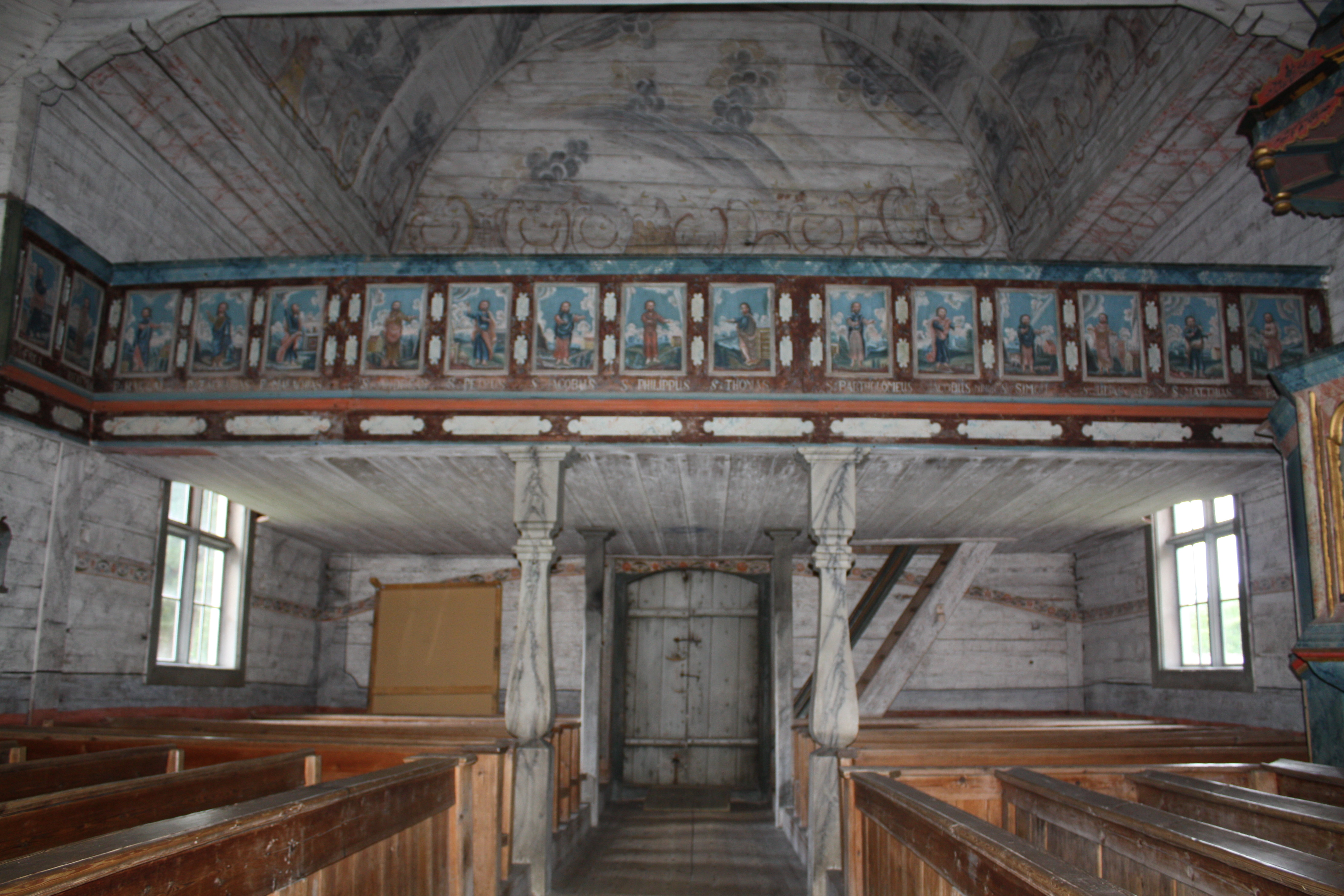
Décorations de Johan Tilén 1782-1785
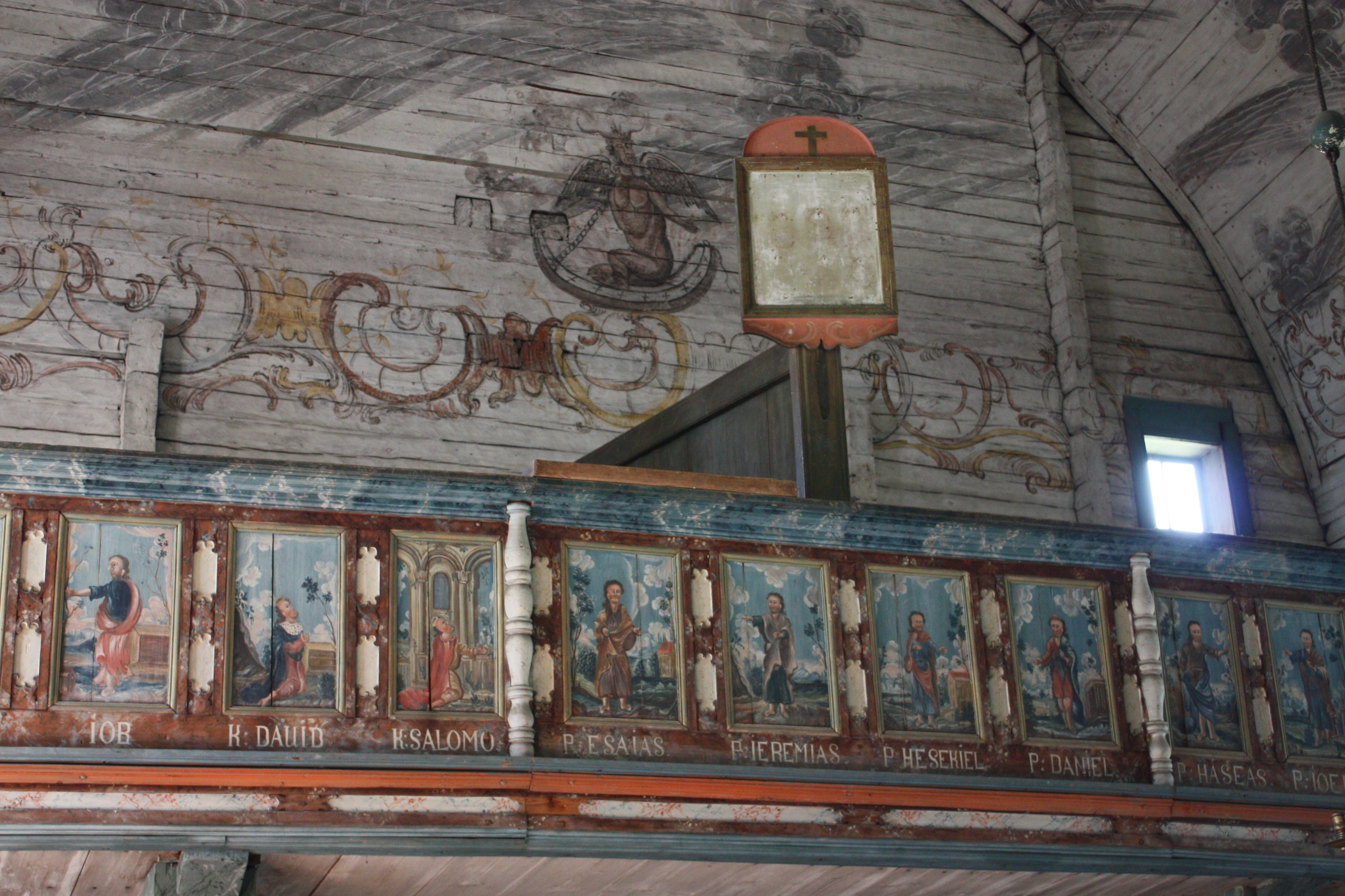
Décorations de Johan Tilén 1782-1785
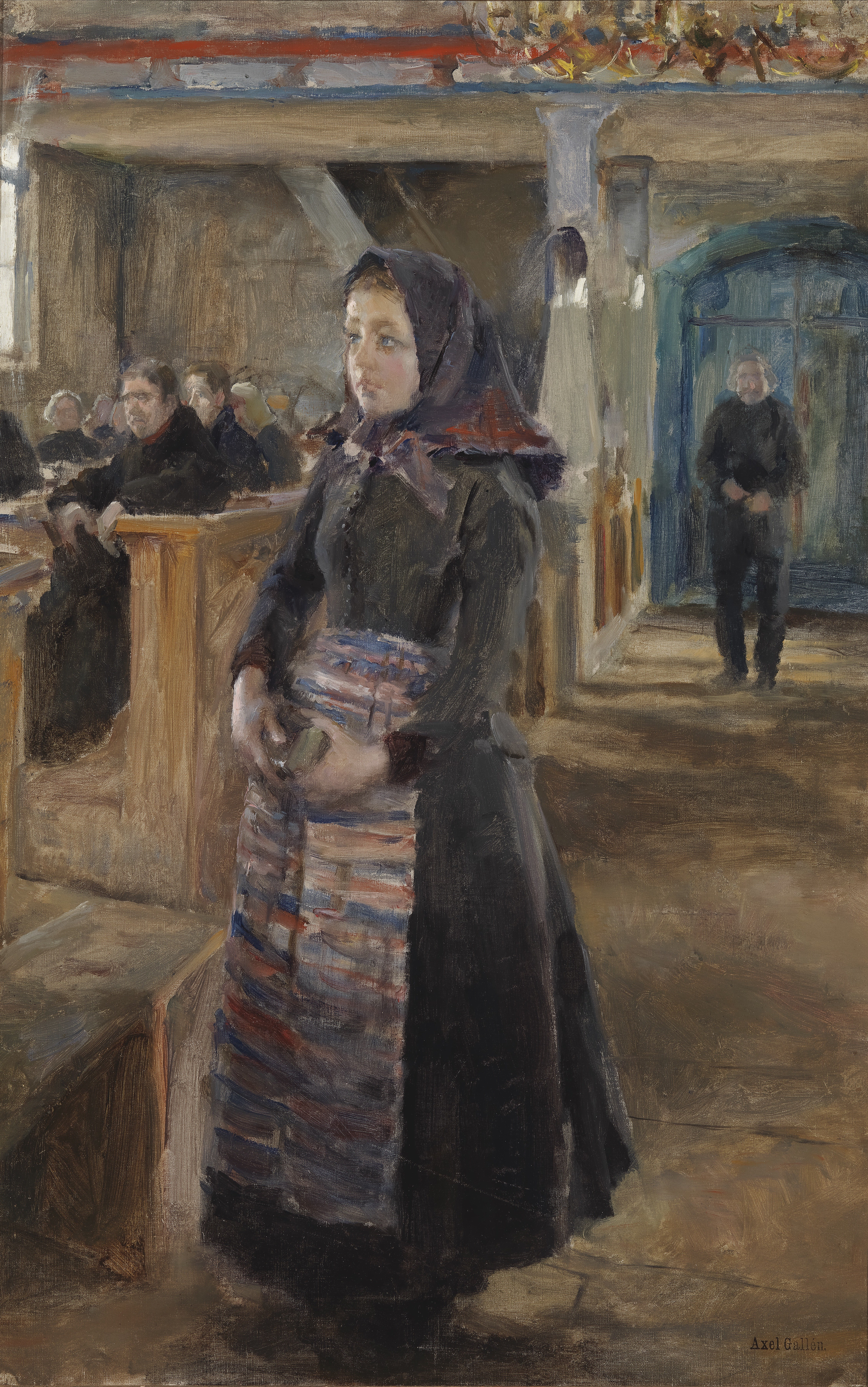
Jeune fille dans l'ancienne église de Keuruu, 1889